# Iskra Zankova
Iskra Zankova  (* 26. April 1945 in Sofia, Bulgarien) ist eine bulgarisch-deutsche Ballerina, Ballettpädagogin und Tanzkritikerin. Sie hat sich als Verfechterin klassisch-akademischer Tanzkunst und professioneller Ballettausbildung in Deutschland und der Schweiz einen Namen gemacht. Die Hochschuldozentin, Präsidentin des Deutschen Tanzrates/Deutschen Ballettrates und Autorin zahlreicher Publikationen gehört zu den wenigen Bühnenkünstlerinnen, die auch historisch-wissenschaftlich arbeiten und tanzpolitische Öffentlichkeitsarbeit leisten.

## Leben
Iskra Zankova erhielt ihre Ballettausbildung in Sofia bei Anastas Petrov, dem Gründer des bulgarischen Balletts und selbst Schüler von Evgenia Eduardova und Max Terpis in Berlin. Zu ihren Lehrern gehörten auch Stars wie Peter Tornev und die Primaballerina Valia Verbeva.
Mit 15 Jahren debütierte sie auf der Bühne des Staatlichen Theaters der Jugend in Sofia in der Ballettkomödie Der Bürger als Edelmann von Jean-Baptiste Molière. Nach Beendigung ihrer Ballettausbildung studierte Zankova Anglistik und Geschichte an der staatlichen Universität Sofia mit dem Abschluss Diplom-Philologin. Während ihres Studiums war sie auch als Leistungssportlerin im Bereich der rhythmischen Sportgymnastik aktiv, gewann mehrere Preise bei nationalen und internationalen Wettkämpfen sowie die Goldmedaille in der Meisterklasse auf internationalen studentischen Wettkämpfen in Riga, Kiew und Minsk (1964, 1965 und 1967).

### Bühnenkarriere
Von 1966 bis 1968 war sie beim Ballett des staatlichen Musiktheaters in Sofia als Tänzerin mit solistischen Aufgaben engagiert und von 1969 bis 1977 als Solistin im Ballett der Oper der Stadt Bonn. Dort glänzte sie vor allem in Hauptrollen der Bournonville-Ballette La Ventana, Conservatoriet und Napoli in der Einstudierung von Hans Brenaa aus Kopenhagen. Hinzu kamen Gastauftritte in der Bundesrepublik Deutschland, der Schweiz, Italien und Großbritannien, vornehmlich im klassischen Repertoire. Sie war Partnerin der Varna-Preisträger Konstantin Damianov und Ferenc Barbay. Iskra Zankowa hat einen Eintrag in Who is Who in the Arts.

### Choreografien
Am Bonner Opernhaus choreografierte sie 1973 die Die Geschichte vom Soldaten von Igor Strawinsky und gestaltete am Bonner Beethoven-Haus tänzerische Illustrationen für die Sonderausstellungen:
- Die Mondscheinsonate, 2004
- Die Wut über den verlorenen Groschen: Beethoven und das Geld, 2008
- Moritz von Schwind und die deutsche Romantik, 2009
- Franz von Stuck und der Reformtanz, 2013

Für das Ballettstudio der Universität Bonn kreierte Iskra Zankova in Zusammenarbeit mit dem Hochschulchor, dem Hochschulorchester Collegium musicum und dem Uniorchester Bonn - Camerata musicale die choreografischen Produktionen:
- Suite Nr. 2 für Jazzorchester von Dmitri Schostakowitsch, 2000
- Viva Verdi zum 100. Todestag von Giuseppe Verdi, 2001
- Die Komödianten-Suite von Dmitri Borissowitsch Kabalewski, 2003
- Die Madrigalkomödie L'Ampfiparnasso von Orazio Vecchi, 2004
- Auszüge aus Der Messias von Georg Friedrich Händel zum 40. Jubiläum des Ballettstudios der Universität Bonn, 2006
- Der Totentanz von Hugo Distler, 2008

### Bonner Künstlerhaus
Iskra Zankova heiratete 1979 den Wissenschaftsjournalisten und Sinologen Eberhard Gockel (* 23. November 1938; † 23. September 2002 in Bonn), Pressesprecher der Hermann von Helmholtz-Gemeinschaft Deutscher Forschungszentren sowie über 20 Jahre ehrenamtlicher Herausgeber und Chefredakteur der Fachzeitschrift Das Ballett-Journal/Das Tanzarchiv.
Gemeinsam initiierten Zankova und Gockel im Jahre 1979 das Bonner Künstlerhaus ─ mit der Idee, Tanz, Malerei, Musik und Schauspiel unter einem Dach zu vereinen. Hier eröffnete Zankova 1979 auch ihre eigene Ballettschule, das Ballettstudio Salvatore Viganò, benannt nach Salvatore Viganò, dem Choreografen der Uraufführung des Balletts Die Geschöpfe des Prometheus von Ludwig van Beethoven 1801 in Wien. Bis 2001 unterrichtete Zankova viele ballettbegeisterte Kinder und Jugendliche, von denen es einige bis zum professionellen Bühnenengagement gebracht haben.

### Hochschultätigkeit
Im Jahr 1974 übernahm Iskra Zankova, als Nachfolgerin von Léon Wojcikovski, (einem Ex-Star der Ballets Russes von Sergei Pawlowitsch Djagilew) die künstlerische und organisatorische Leitung des Ballettstudios der Universität Bonn. Dieses Hochschul-Ballettstudio, 1967 gegründet von Eberhard Gockel und dem späteren ARD-Tagesthemen-Chef Ulrich Wickert, bietet Lehrveranstaltungen in Verbindung mit dem Hochschulsport, dem Studio für Kunsterziehung und dem Studium Universale für Hörer aller Fakultäten. Die Universität Bonn kann als einzige wissenschaftliche Hochschule in Deutschland für sich in Anspruch nehmen, ein eigenes Ballettstudio zu besitzen.
1989 begann Zankova, am damaligen Kölner Institut für Bühnentanz Ballettgeschichte und Tanztheorie zu unterrichten. Ihre Schüler waren sowohl Tanz-Studenten der Hochschule für Musik als auch Eleven der gymnasialen Ballettausbildung der Rheinischen Musikschule Köln. Von 1998 bis 2010 hatte sie außerdem einen Lehrauftrag für klassisches Ballettrepertoire am Diplom-Studiengang Tanz der Hochschule für Musik Köln. Nach der Einführung des Bachelor- und Master-Systems und der Installierung des Zentrums für zeitgenössischen Tanz an der Hochschule für Musik Köln wurden diese Fächer abgeschafft.

### Pionierarbeit in der Schweiz
Von 1973 bis 1981 präsentierte Zankova in der gesamten Schweiz (sowie in Großbritannien, Deutschland und Italien) ihre Programme Die Sprache des Klassischen Tanzes und Die Ballerina (bestehend aus Ballettdarbietungen und Vortrag) in enger Zusammenarbeit mit dem Schweizer Tanzpublizisten Rudolf Liechtenhan. Es entstanden Kontakte zur Schweizerischen Migros-Genossenschaft, die den schweizerischen Migros-Studienpreis Tanz in Zürich ausschreibt. Zankowa leitete von 1973 bis 2010 das Training bei der Vergabe der Ballettstipendien dieses Tanzpreises.
Als Gastlehrerin gab sie Ferienkurse in Lugano (1988 bis 1996), in Saignelegier (2003, 2004), Delémont (2005 bis 2008) und Zürich (2004 bis 2009).
Außerdem war sie als Trainingsleiterin beim Schweizer Concours national de danse in Genf (1988, 1989, 1990) sowie beim Internationalen Schweizer Ballettwettbewerb in Solothurn (2008 bis 2010) tätig.

### Mitgliedschaften
Iskra Zankova ist Jury-Mitglied beim Deutschen Bundeswettbewerb Jugend tanzt in Paderborn (2009, 2011, 2013, 2015), Mitbegründerin (1986) und Präsidentin des Deutschen Tanzrates / Deutschen Ballettrates sowie Mitglied der Sektion Darstellende Künste im Deutschen Kulturrat. Im Oktober 1988 veranstaltete der Deutsche Tanzrat / Deutsche Ballettrat das internationale Symposion Tanz als Bildungsphänomen im Rheinischen Landesmuseum zu Bonn unter der Schirmherrschaft von Jürgen Möllemann.

## Publikationen
- Zahlreiche Berichte, Kritiken und Aufsätze für Ballett-Journal / Das Tanzarchiv sowie andere Fachzeitschriften und Zeitungen.
- Redaktionelle Mitarbeit bei Tanz und Karikatur – Dance and Caricature – Danse et Caricature. Ulrich Steiner Verlag, Overath bei Köln 1984, ISBN 3-924953-00-7.
- Englische Übersetzung von bzw. in José de Udaeta: Die spanische Kastagnette – Ursprung und Entwicklung / The Spanish Castanets – Origins and Evolution. Ulrich Steiner Verlag, Overath bei Köln 1985, ISBN 978-3-924953-02-7.
- (in der Danksagung genannte) Mitarbeit bei Josef Huwyler: Der Tänzer und sein Körper. PERIMED-spitta, Balingen 1995, ISBN 3-929587-49-1.
- Autorin der Broschüre Blätter zur Berufskunde: Bühnentänzer/Bühnentänzerin, Tanzpädagoge/Tanzpädagogin, Hrsg.: Bundesanstalt für Arbeit, Ausgabe 3, Bertelsmann Verlag 1997
- (in der Danksagung genannte) Mitarbeit bei Cesare Negri: Le Gratie d'Amore, deutsche Erstübersetzung von Brigitte Garski der Ausgabe Mailand 1602, Georg Olms Verlag, Hildesheim u. a. 2003, ISBN 3-487-11832-7.

## Presse
- Getanzte Wut, Bonner General-Anzeiger, 12. April 2008, Auftritt des Bonner Ballettstudios der Universität Bonn im Beethoven-Haus mit Choreografischen Skizzen von Iskra Zankowa
- Ballettwettbewerb in Solothurn Damen aus aller Herren Länder, Basellandschaftliche Zeitung, 4. Mai 2009
- Bilder, Musik und Tanz Franz von Stuck und der Reformtanz, Auftritt von Mitgliedern des Ballettstudios der Universität Bonn, 6. Oktober 2013, 16 Uhr, Beethoven-Haus, Kammermusiksaal